# Клинтон Фоџ (округ Честерфилд, Вирџинија)
Клинтон Фоџ (енгл. Clifton Forge, Chesterfield County) град је у америчкој савезној држави Вирџинија.

## Демографија
По попису из 2000. године број становника је 4.289.
| Група             | 2000.         | 2010.    |
| Белци             | 3.543 (82,6%) | 0 (0,0%) |
| Афроамериканци    | 627 (14,6%)   | 0 (0,0%) |
| Азијати           | 2 (0,0%)      | 0 (0,0%) |
| Хиспаноамериканци | 38 (0,9%)     | 0 (0,0%) |
| Укупно            | 4.289         | 0        |